# Gaz de combat de la Première Guerre mondiale

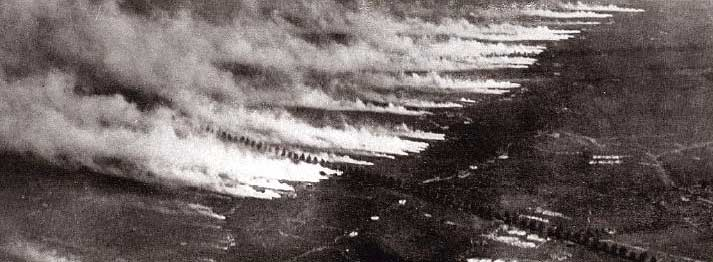
Une attaque chimique utilisant des conteneurs cylindriques pendant la Première Guerre mondiale.

Les gaz de combat de la Première Guerre mondiale regroupaient une vaste gamme de composés toxiques allant du gaz lacrymogène relativement bénin aux mortels phosgène et dichlore (appelé bertholite par l'armée française) en passant par le gaz moutarde. Cette guerre chimique est un composant majeur de la première guerre totale. On estime qu'environ 4 % des morts ont été causées par les gaz. Contrairement à la plupart des autres armes, il était possible de développer des contre-mesures efficaces à ces gaz ce qui mena les deux camps à se livrer une course acharnée pour créer de nouveaux composés.

## Considérations pratiques

### Choix des composés
Tous les gaz n'étaient pas utilisés dans le même but. On distingue principalement deux propriétés recherchées sur le champ de bataille : les persistants (comme le gaz moutarde) et les non persistants (comme le phosgène) : 
- Un gaz non persistant est utilisé pour provoquer rapidement un maximum de pertes chez l'adversaire tout en laissant la possibilité de déclencher par la suite une offensive avec l'infanterie (qui ne sera plus gênée ni par le gaz, qui se sera dissipé, ni par l'infanterie ennemie, décimée par l'attaque).

- Un gaz persistant est utilisé pour interdire à l'ennemi l'accès à une zone stratégique ; il oblige les soldats adverses à quitter leur poste en les empêchant de revenir : dans une perspective offensive on peut ainsi bloquer durablement les abords des pièces d'artillerie ennemies ou les voies de ravitaillement adverses, dans une perspective défensive on peut couvrir la retraite d'une armée qui recule. Les unités qui  utilisaient les chevaux comme force de traction ont ainsi vu leur activité considérablement handicapée. C'est une des causes de la motorisation de l'artillerie après la guerre[1].

Si la toxicité d'un composé est une caractéristique essentielle, ce n'est pas la seule à être prise en compte. D'autres facteurs importants sont :
- La température d'ébullition du gaz : les premières étapes étaient menées à partir de bonbonnes de gaz que l'on ouvrait lorsque le vent flottait vers les tranchées adverses. Le gaz étant stocké sous forme liquide (bien moins encombrante) et se vaporisant lors de son expulsion. Le dichlore bout à −33 °C et convenait donc bien à cet usage, le phosgène en revanche bout à 8 °C et doit donc être mélangé à un autre gaz (souvent du dichlore) pour être utilisé[1].

- La facilité à le produire industriellement : les premiers gaz mortels utilisés étaient faits à partir d'halogènes (chlore, brome, iode) pour la production desquels l'Allemagne jouissait d'un quasi-monopole européen en 1914. Les Alliés ont ainsi dû mettre en place une industrie chimique compétitive rapidement, et ont dans un premier temps cherché à se passer du chlore. L'armée française a ainsi expérimenté pendant près d'un an l'acide cyanhydrique, dont la synthèse ne nécessitait pas de dichlore. La France et l'Angleterre ont également introduit l'usage du gaz moutarde un an après l'Allemagne à cause de difficultés pour le synthétiser[1].

- Sa densité : un gaz dense, comme le dichlore qui est 2 fois et demie plus lourd que l'air, va rester au niveau du sol et ainsi affecter plus facilement les combattants adverses ; l'acide cyanhydrique a ainsi dû être abandonné par l'armée française car il devait être mélangé à des composés plus lourds qui en diminuaient la toxicité[1].

- Sa discrétion : le dichlore et le gaz moutarde sont aisément détectable de par leur aspect et leur odeur, et ne peuvent donc guère surprendre les soldats qui ont donc le temps d'enfiler leurs masques à gaz. En revanche le phosgène est incolore, inodore et n'agit qu'après plusieurs heures. Il pouvait donc occasionner de nombreuses pertes (85 % des victimes des gaz qui décédèrent moururent à cause du phosgène) et eut également un effet psychologique important, les soldats n'étant jamais certains de s'être protégés à temps[1].

- La difficulté à le neutraliser : un gaz comme le dichlore est certes extrêmement dangereux contre un individu non protégé, mais il existe contre lui des parades relativement simples ; de simples chiffons imbibés d'urine (l'ammoniac de l'urée réagissant avec le dichlore) ont ainsi permis aux forces belges et canadiennes de tenir leur position à Ypres. En revanche les premiers  masques à gaz français et britanniques ne protégeaient pas contre la chloropicrine ce qui la rendait dangereuse. Les chimistes allemands ont aussi tenté de mettre au point des lacrymogènes peu toxiques mais très pénétrants pour obliger les fantassins ennemis à retirer leurs masques pendant les offensives, mais sans succès. Enfin le gaz moutarde attaquait directement la peau, et les masques à gaz n'étaient d'aucun secours contre lui[1].

### Influence des conditions extérieures
Les gaz de combat ne peuvent pas être utilisés à n'importe quel moment, et ce quels que soient les composés choisis. En effet la pluie, les températures extrêmes et la force du vent réduisent la toxicité des gaz en les dispersant ou en inhibant les réactions chimiques. Le moment d'une attaque au gaz ne peut donc pas être planifié facilement. C'est particulièrement vrai pour les premières attaques qui utilisaient des nappes de gaz dérivant vers les tranchées adverses poussées par le vent. En effet un vent changeant peut renvoyer le gaz dans les tranchées de l'armée attaquante, comme ce fut partiellement le cas lors de la première offensive chimique britannique à la bataille de Loos. De plus sur le  front occidental les vents dominants soufflent d'ouest en est, ce qui avantageait les Alliés (les Britanniques resteront d'ailleurs fidèles aux nuées dérivantes bien plus longtemps que les Allemands).
La température du sol joue également un rôle important : un sol chaud ayant davantage tendance à faire s'élever les nuées de gaz, limitant leurs effets. Attaquer au matin était donc plus efficace qu'attaquer en fin de journée ; ainsi lors de la première utilisation du dichlore à Ypres, l'offensive avait été lancée à 18 h si bien que dans certains secteurs le gaz s'est dispersé et a peu affecté les défenseurs. La grande sensibilité aux conditions climatiques des attaques par nuées dérivantes en font un outil peu utile pour la planification d'offensive, toutes les armées ont ainsi fini par les délaisser pour préférer les obus chimiques (ainsi l'Allemagne utilisera exclusivement l'artillerie chimique en 1918).
Le gaz moutarde quant à lui se condense la nuit sous l'effet des températures plus basses pour se vaporiser de nouveau le lendemain sous l'effet de la chaleur : il était donc actif et dangereux pendant plusieurs jours.

### Logistique
La mise en place d'une attaque chimique par nuée dérivante est particulièrement difficile. En effet cela implique d'installer de nombreux cylindres de gaz (5 500 pour la bataille de Loos par exemple) directement dans les tranchées de première ligne, ce qui présente des risques pour les fantassins de l'armée attaquante. De plus les cylindres pèsent environ 80 kg, rendant leur manipulation peu aisée et lente. Ainsi il était difficile pour l'adversaire d'ignorer l'imminence d'une telle offensive.
L'artillerie chimique ne présente pas ces inconvénients, mais elle n'en posait pas moins des difficultés supplémentaires par rapport à l'artillerie conventionnelle. Tout d'abord l'insertion de composés chimiques dans les obus était particulièrement dangereuse, en Allemagne l'entreprise Bayer fabriquait ainsi du gaz moutarde mais refusait d'en remplir les obus elle-même en raison du nombre d'accidents. De plus pour être efficace l'artillerie nécessitait de nombreux types d'obus différents (conventionnels, chimique persistants et chimiques non persistants) ce qui compliquait l'approvisionnement des pièces d'artillerie tout en heurtant les habitudes souvent conservatrices des artilleurs.

## Histoire des gaz de combat durant la Première Guerre mondiale

### 1914: gaz lacrymogènes
L’utilisation de substances chimiques dans le but de rendre intenable une position fortifiée fut envisagée avant la Première Guerre mondiale. En France, dès 1905, une commission secrète fut formée pour déterminer les substances qui pouvaient avoir un intérêt militaire. De nombreuses substances furent testées et un produit lacrymogène, le bromacétate d’éthyle, fut retenu et chargé dans différents projectiles. Le pouvoir suffocant de ce produit neutralisant, véritablement toxique, est deux fois plus élevée que celui du chlore. Durant la Première Guerre mondiale, les Français furent les premiers à utiliser des grenades chargées de gaz lacrymogène (bromacétate d'éthyle) en août 1914. Les stocks furent rapidement utilisés et l'armée française lança une nouvelle commande en novembre. Après plusieurs mois d’utilisation, cette substance fut remplacée par de la chloracétone, un produit encore plus toxique, et un deuxième type de grenade suffocante apparut en avril 1915.
En octobre 1914, les troupes allemandes utilisèrent des obus à fragmentation remplis d'agents irritants contre les positions britanniques à Neuve-Chapelle. Là encore, la faible concentration n'eut pas beaucoup d'influence sur le cours de la bataille. Aucun des belligérants ne considérait qu'utiliser des gaz lacrymogènes était en contradiction avec les conventions de La Haye de 1899 et 1907 qui interdisaient l'utilisation de projectiles contenant des gaz asphyxiants ou toxiques.

### 1915: utilisation à grande échelle des gaz mortels
L'Allemagne est la première à lancer une attaque chimique de grande échelle lorsque, le 31 janvier 1915 sur le front de l'Est, 18 000 obus contenant du gaz lacrymogène sont tirés sur les positions de l'armée impériale russe le long de la Rawka à l'ouest de Varsovie lors de la bataille de Bolimov. Cependant, le froid intense bloqua l'action du gaz et les Russes ne remarquèrent pas sa présence.
Le premier agent mortel employé par les militaires allemands est le dichlore. Les compagnies chimiques allemandes BASF, Hoechst et Bayer (qui s'associeront pour former le conglomérat IG Farben en 1925) utilisaient déjà le chlore en tant que sous-produit de la fabrication de teinture. En coopération avec Fritz Haber du Kaiser Wilhelm Institute de Berlin, ils développèrent des méthodes pour répandre le chlore dans les tranchées adverses,.
D'après une lettre du major Karl von Zingler, la première attaque au gaz chloré aurait eu lieu le 2 janvier 1915 : « Sur les autres théâtres militaires, cela ne va pas mieux et notre chlore est censé être très efficace. On dit que 140 officiers britanniques ont été tués. C'est quand même une arme redoutable... ».
Le 22 avril 1915, l'armée allemande dispose de 168 tonnes de chlore déployées dans 5 730 bonbonnes en face de Langemark-Poelkapelle, au nord d'Ypres. À 17 h, dans une légère brise d'est, le gaz est libéré, formant un nuage gris-vert qui dériva vers les tranchées tenues par les troupes françaises (la 45e division d'infanterie et la 87e division d'infanterie territoriale). Celles-ci paniquent et s'enfuient, créant un vide de 7 km dans les lignes alliées. Cependant les troupes allemandes se méfient du gaz et, manquant de renforts, ne peuvent exploiter cette brèche avant que les troupes canadiennes et françaises ne se redéploient hâtivement. Les gouvernements de l'Entente se plaignent de cette violation flagrante des lois internationales. L'Allemagne répond que ces traités interdisent seulement les obus chimiques, pas les conteneurs de gaz.
Dans ce qui sera la deuxième bataille d'Ypres, les Allemands utilisent les gaz trois autres fois contre la 1re Division canadienne, Le British Official History fait état qu'à la colline 60 :

« Quatre-vingt-dix hommes moururent du gaz dans la tranchée avant qu'ils n'aient pu atteindre une station médicale ; sur les 207 qui furent amenés à la station la plus proche, 46 moururent presque immédiatement et 12 après de longues souffrances. »

Le chlore est un puissant agent irritant qui peut infliger des dégâts aux yeux, au nez, à la gorge et aux poumons. À hautes concentrations, il peut causer la mort par asphyxie.
Sur le front de l'Est, lors d'une attaque chimique près de Varsovie, les pertes de l'armée russe s’élèvent à 9 000 hommes dont 1 000 morts. En réaction, une commission militaire est organisée pour étudier l'envoi de gaz par des obus.

#### Efficacité et contre-mesures
Il devient rapidement évident que les hommes qui restent sur place souffrent moins que ceux qui s'enfuient, car tout mouvement aggrave les effets du gaz. De même, le gaz étant souvent plus dense que l'air, les hommes se tenant debout sur les parapets sont moins touchés que ceux qui s'allongent au fond de la tranchée.
Le dichlore est également une arme moins efficace que ne l'ont espéré les Allemands, en particulier lorsque de simples contre-mesures sont mises en place. Le gaz produit un nuage verdâtre clairement visible et sa forte odeur le rend facilement décelable. Il est soluble dans l'eau et ses effets sont réduits par un simple tissu humide. On remarque que ce tissu est encore plus efficace imbibé d'urine car l'urée réagit avec le chlore pour former des produits moins volatils donc moins agressifs pour les muqueuses.
Le chlore nécessite une concentration de 1 000 ppm pour être fatal en détruisant les tissus pulmonaires, principalement en formant de l'acide chlorhydrique à partir de l'eau contenue dans les poumons (2Cl2 + 2H2O → 4HCl + O2). Malgré ses limitations, le chlore est une arme psychologique ; la vue du nuage de gaz est une source continue d'effroi pour l'infanterie.
Des contre-mesures sont rapidement introduites pour lutter contre le chlore. Les Allemands équipent leurs unités avec des petits tampons de coton et des bouteilles d'une solution de carbonate de sodium pour imbiber les tampons. Immédiatement après l'utilisation de chlore par les Allemands, des instructions sont transmises aux troupes alliées de placer les mouchoirs ou les vêtements sur la bouche. De simples tampons similaires à ceux utilisés par les Allemands sont rapidement proposés par le lieutenant-colonel N.C. Ferguson de la 28e division britannique. Ces équipements tardant à être distribués en temps et en ordre, les unités du front se confectionnent des tampons artisanaux à base de mousseline, de flanelle et de gaze. Des tampons respiratoires sont envoyés avec les rations aux troupes britanniques au front dès le 24 avril.
Au Royaume-Uni, le Daily Mail encourage les femmes à fabriquer des tampons en coton et, en moins d'un mois, une grande variété de tampons sont disponibles ainsi que des lunettes pour protéger les yeux. Malheureusement, la conception des tampons du Daily Mail fait qu'ils sont inutiles lorsqu'ils sont secs et empêchent de respirer lorsqu'ils sont humides. Dès le 6 juillet 1915, l'ensemble de l'armée britannique est équipée du très efficace hypo helmet conçu par le major Cluny MacPherson (en) du Royal Newfoundland Regiment qui se compose d'un sac de flanelle équipée d'une visière en celluloïd recouvrant entièrement la tête. Les deux camps se livrent alors à une compétition acharnée pour développer de nouveaux composés toxiques avant que les protections ne soient disponibles.

#### Les attaques britanniques
Les Britanniques sont outrés de l'utilisation par l'Allemagne de gaz de combat mais répondent en développant leurs propres capacités offensives. Le commandant du IIe Corps britannique, le lieutenant-colonel Ferguson déclare à propos du gaz :

« C'est une forme de guerre lâche qui ne se recommande ni à moi ni aux autres soldats britanniques... Nous ne gagnerons cette guerre qu'en tuant ou neutralisant d'avantage [sic] de soldats ennemis qu'ils ne le font des nôtres, et si cela ne peut être fait qu'en copiant l'ennemi dans le choix des armes, nous ne devons pas refuser de le faire,. »

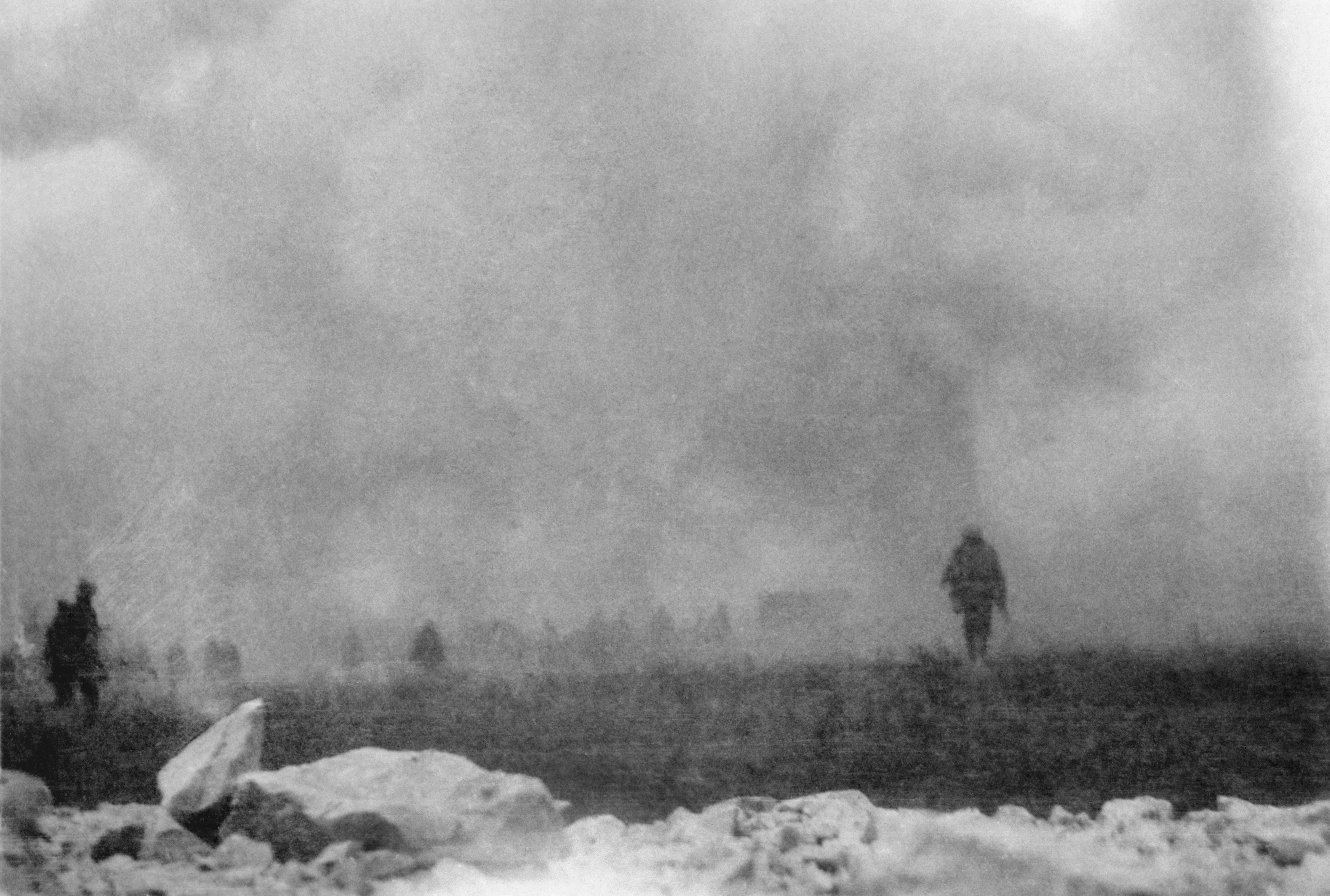
Infanterie britannique avançant à travers les gaz à la bataille de Loos le 25 septembre 1915

La première utilisation de gaz par les Britanniques, 140 tonnes stockées dans 5 100 bonbonnes de chlore (nom de code « Étoile rouge ») , a lieu lors de la bataille de Loos, le 25 septembre 1915, mais c'est un désastre : par un caprice du vent le gaz stagne dans le no man's land et reflue dans les tranchées britanniques. De plus certaines bonbonnes n'ont pu être ouvertes car de mauvais jeux de clés avaient été envoyés. Des tirs de représaille allemands touchent les bonbonnes non utilisées, qui libèrent encore plus de gaz sur les lignes britanniques.

#### La réaction française
À partir de 1915, l'état-major français décide de mettre en place sa propre structure afin de riposter avec des gaz de combat tout en s'opposant fermement aux attaques allemandes qui allaient survenir durant cette même année. 
Le 29 avril 1915, le commandement en chef demande au Ministre de la Guerre de constituer des groupes spéciaux. L'armée les dénommera "compagnies Z". Formées à la caserne de Satory, ces unités du génie manipulent du chlore importé du Royaume-Uni. Les hommes qui constituaient ces unités étaient des volontaires, en majorité des spécialistes ou issus de la  Brigade de sapeurs-pompiers de Paris.

### 1916: des gaz de plus en plus meurtriers
Les défauts du chlore sont surmontés avec l'introduction du phosgène, inventé par un groupe de Français menés par Victor Grignard et utilisé pour la première fois en 1915. Incolore et possédant une odeur semblable au « foin moisi », il est difficilement décelable ce qui fait de lui une arme plus efficace. Parfois utilisé seul, il est plus souvent associé à un volume égal de chlore qui aide le phosgène plus dense à se répandre. Les Alliés appelèrent cette combinaison « Étoile blanche » d'après le marquage peint sur les fûts contenant le mélange.
Le phosgène est un agent puissant, plus mortel que le chlore. Son principal inconvénient est que ses effets n'apparaissent qu'après 24 h, les victimes restant capables de combattre pendant une courte durée et les soldats apparemment en forme étant neutralisés les jours suivants.
Lors de la première utilisation du mélange chlore/phosgène par les Allemands contre les troupes britanniques près d’Ypres le 19 décembre 1915, 88 tonnes de gaz ont causé 1 069 pertes dont 69 morts. Le masque à gaz P britannique déployé à ce moment, imprégné de phénol est peu efficace contre le phosgène. Le masque à gaz PH (en) imprégné de méthénamine pour améliorer la protection contre le phosgène est disponible à partir de janvier 1916,,.
Environ 36 600 tonnes de phosgène sont produites au cours de la guerre sur un total de 190 000 tonnes d'armes chimiques, ce qui fait de lui le second composé le plus produit après le chlore (93 800 tonnes) :
- Allemagne : 18 100 tonnes
- France : 15 700 tonnes
- Royaume-Uni : 1 400 tonnes (il utilisa également les stocks français)
- États-Unis : 1 400 tonnes (ils utilisèrent également les stocks français)

Bien que le phosgène soit moins connu que le gaz moutarde, il est responsable de 85 % des tués par arme chimique au cours de la guerre.

### 1917: le gaz moutarde
Le gaz le plus connu et peut-être le plus efficace de la Première Guerre mondiale fut le gaz moutarde, un agent vésicant, introduit par l'Allemagne en juillet 1917 juste avant la bataille de Passchendaele. Les Allemands identifient les fûts de gaz moutarde par la couleur jaune, ceux de phosgène et de chlore par le vert, ils nomment donc le nouveau gaz, « croix jaune ». Les Français l'appellent ypérite (d'après la ville d'Ypres).

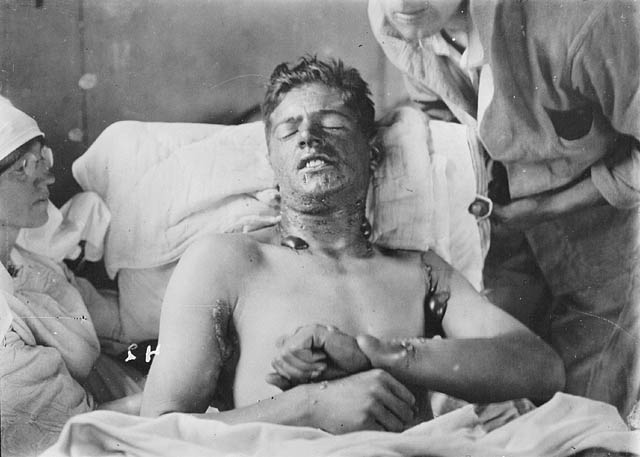
Un soldat canadien brûlé par le gaz moutarde, 1917/1918.

Le gaz moutarde est utilisé pour harceler et handicaper l'ennemi tout en polluant le champ de bataille. Le gaz moutarde, plus lourd que l'air, stagne au niveau du sol comme un liquide huileux de couleur jaunâtre. Une fois dans le sol, il reste actif pendant des jours, des semaines voire des mois selon les conditions météorologiques.
Les victimes du gaz moutarde se couvrent de cloques, leurs yeux s'irritent et elles vomissent. Le gaz cause des hémorragies externes et internes, détruit les tissus pulmonaires, causant des douleurs abominables aux soldats qui se noient par les liquides secrétés dans les bronches. Les patients mettent généralement quatre à cinq semaines pour mourir.
Une infirmière Vera Brittain, écrit : « Je souhaite que les personnes qui parlent de continuer cette guerre quel qu'en soit le prix puissent voir les soldats souffrant du gaz moutarde. De larges cloques jaunâtres, des yeux fermés aux paupières collantes et collées ensemble, se battant pour chaque bouffée d'air, murmurant que leur gorge se fermait et qu'ils savaient qu'ils allaient étouffer. » ,
Les gaz ne reproduiront  jamais l'impact obtenu[pas clair] par les Allemands lors de l'affrontement du 22 avril 1915[Lequel ?], à de rares exceptions près comme lors de la bataille de Caporetto ; cependant, ils deviennent une arme standard qui, combinée à l'artillerie conventionnelle, sera utilisée jusqu'à la fin de la guerre. L'Allemagne utilise également les gaz contre la Russie et le manque de protections efficaces provoque la mort de 56 000 Russes, tandis que les Britanniques les expérimentent en Palestine lors de la seconde bataille de Gaza,.
L'armée britannique considéra que l'utilisation des gaz était nécessaire et mena plus d'attaques chimiques que l'Allemagne en 1917 et 1918. L'Allemagne devint de moins en moins capable de suivre le rythme de production imposé par les Alliés. L'entrée en guerre des États-Unis aggrava encore ce déséquilibre. De plus, les vents dominants du Front de l'Ouest venaient de l'ouest d'où des conditions plus souvent favorables pour les Alliés.
Vers la fin de la guerre, les États-Unis lancèrent avec le Chemical Corps la production à grande échelle d'un gaz vésicant appelé Lewisite pour les offensives de 1919. Le gaz se dégradant rapidement dans un climat humide, il n'est pas certain qu'il aurait eu une grande efficacité.

### Après-guerre
À la fin de la guerre, les Alliés ont saisi les armes chimiques allemandes à la suite du traité de Versailles. De plus les armes chimiques ont perdu beaucoup de leur efficacité contre des troupes bien entraînées et protégées. Néanmoins, elles seront utilisées dans de nombreux conflits, principalement coloniaux, où un camp disposait d'un armement supérieur à l'autre.
Les Britanniques utilisent le gaz moutarde contre les rebelles irakiens en 1920. L'Armée rouge utilise les gaz de combat pour réprimer la révolte de Tambov en 1920. L'Espagne et la France utilisent des armes chimiques contre les insurgés marocains pendant la guerre du Rif au cours des années 1920 L'Italie utilisa également le gaz moutarde en Libye et en Éthiopie. En 1925, un seigneur de guerre chinois du nom de Zhang Zuolin fit construire une usine de production de gaz moutarde à Shenyang par une entreprise allemande, qui fut terminée en 1927.
Sous la pression de l'opinion publique, le protocole de Genève est signé par la plupart des belligérants de la Première Guerre mondiale en 1925, interdisant l'utilisation des gaz de combat mais non la production ou le stockage d'armes chimiques.
Bien que la majorité des combattants de la Seconde Guerre mondiale aient possédé des stocks d'armes chimiques, ils ne les ont pas utilisés. Seul le Japon a employé de petites quantités de lewisite et de gaz moutarde en Chine,. En Europe, l'Allemagne largue des bombes de gaz moutarde sur Varsovie le 3 septembre 1939, ce qu'elle reconnut en 1942 mais dont elle prètexta qu'il s'agissait d'un accident. Le gaz moutarde était l'agent privilégié de la plupart des combattants, le Royaume-Uni en stockait 40 719 tonnes, l'Union soviétique, 77 400, les États-Unis, 87 000 et l'Allemagne, 27 597 tonnes.
L'Allemagne nazie a  largement fait usage de moyens chimiques pour les meurtres de masse qu'elle a commis dans ses centres d'extermination.
Bien qu'ils fussent utilisés dans les années qui suivirent la Première Guerre mondiale, les armes chimiques ne furent pas utilisées à grande échelle jusqu'à l'utilisation de gaz moutarde et de gaz innervant par l'Irak lors de la guerre Iran-Irak. Ces gaz tuèrent 20 000 Iraniens et en blessèrent 80 000 autres, ce qui correspond environ au quart des morts causées par les armes chimiques pendant la Première Guerre mondiale.

## Pertes

Peinture de John Singer Sargent de 1918 nommée Gassed (gazé).

La contribution des armes chimiques fut relativement faible. Les documents britanniques rapportent que seuls 3 % des soldats touchés mouraient, 2 % devenaient invalides et 70 % était prêts à retourner au combat en moins de six semaines. Toutes les victimes des gaz ont été psychologiquement marquées et le gaz est resté l'une des peurs majeures des soldats de première ligne.

« Il a été remarqué comme une blague que si quelqu'un criait "Gaz" en France, tout le monde mettrait un masque. ... Le traumatisme des gaz était aussi fréquent que l'obusite. »

— H. Allen, Towards the Flame, 1934

« Le gaz ! Le gaz ! Vite, les gars ! Effarés et à tâtons
Coiffant juste à temps les casques malaisés ;
Mais quelqu'un hurle encore et trébuche
Et s'effondre, se débattant, comme enlisé dans le feu ou la chaux…
Vaguement, par les vitres embuées, l'épaisse lumière verte,
Comme sous un océan de vert, je le vis se noyer.
Dans tous mes rêves, sous mes yeux impuissants,
Il plonge vers moi, se vide à flots, s'étouffe, il se noie. »

— Wilfred Owen, Dulce Et Decorum Est, 1917

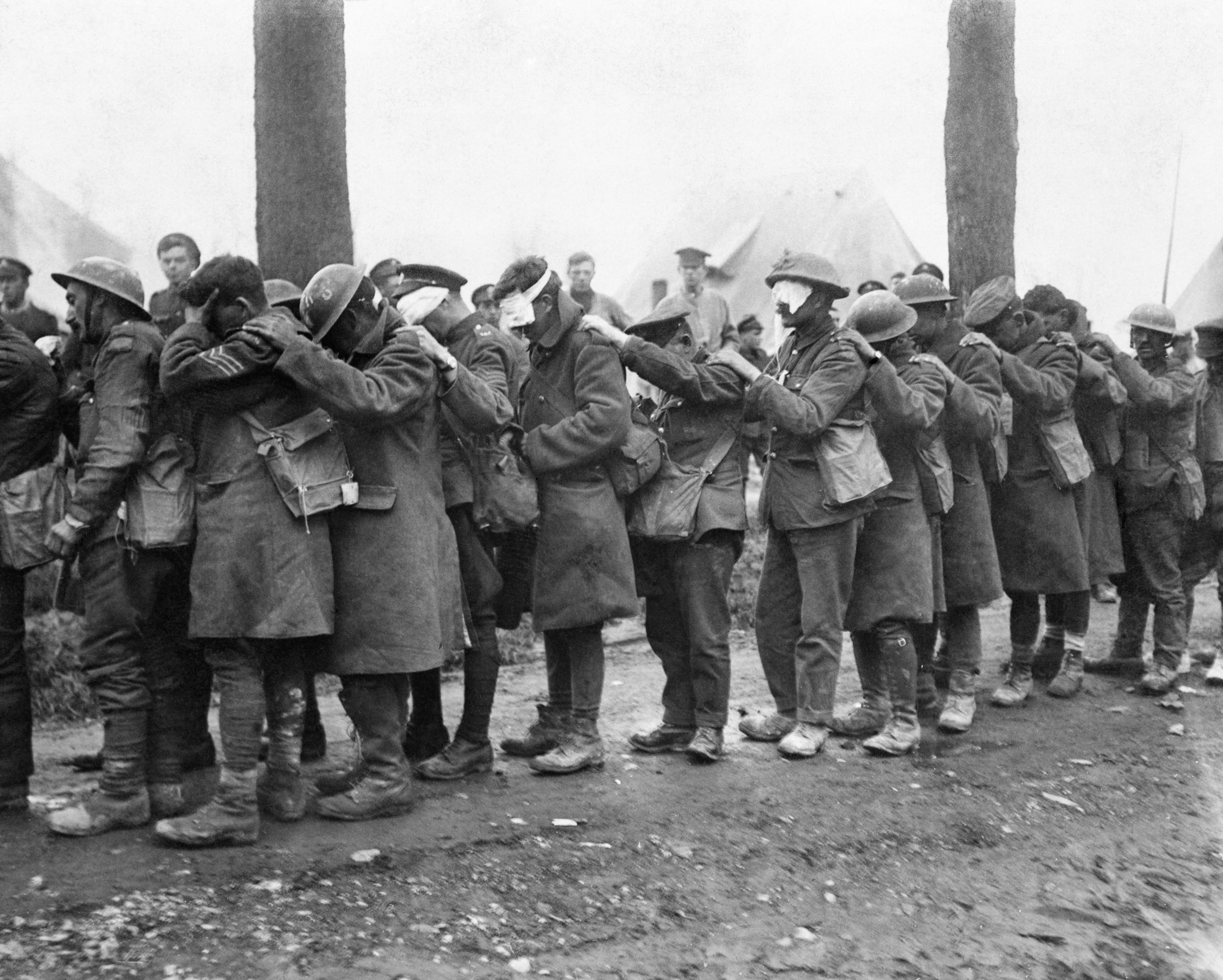
Soldats de la britannique rendus aveugles par les gaz lacrymogènes à la bataille de la Lys en 1918.

La mort provoquée par les gaz était souvent longue et douloureuse. D'après Dennis Winter (Death's Men, 1978), une dose fatale de phosgène provoquait « une respiration haletante et difficile, un pouls de 120, un visage blême et l'expulsion de 2 litres d'un liquide jaune provenant des poumons chaque heure avant que le malade ne se noie 48 heures plus tard ».
L'effet le plus courant d'une exposition était la cécité, le chlore et le gaz moutarde en étaient les causes principales. Une des peintures les plus célèbres de la guerre, Gassed de John Singer Sargent représente les gazés au gaz moutarde qu'il a croisé à la station médicale de Le bac-du-Sud près d'Arras en juillet 1918. Les gaz utilisés provoquaient une cécité temporaire ou une forte douleur oculaire. Les bandages étaient imbibés d'eau pour apporter un soulagement rudimentaire de la douleur le temps que les blessés atteignent une station médicale mieux équipée. 
Le gaz moutarde fut le gaz qui causa le plus de pertes par gaz sur le Front de l'Ouest, bien qu'il n'ait été produit qu'en plus faibles quantités que les autres agents chimiques. Il causa 90 % des pertes britanniques dues aux armes chimiques et 14 % des pertes totales.
Le gaz moutarde contrairement au chlore et au phosgène n'avait pas besoin d'être inhalé, une simple exposition cutanée suffisait. Celle-ci provoquait d'énormes cloques. Les muqueuses et les zones moites comme les yeux, le nez, les aisselles ou l'aine étaient particulièrement sensibles. Une exposition provoquait une irritation des yeux provoquant une conjonctivite, un gonflement des paupières les forçant à se fermer, rendant la victime temporairement aveugle. Les autres symptômes incluaient de violentes migraines, un pouls élevé, de la fièvre et une pneumonie causée par les liquides présents dans les poumons.
La plupart des survivants étaient traumatisés à vie. Des maladies pulmonaires et une perte de l'acuité visuelle étaient courantes. 
L'une des victimes des gaz les plus célèbres fut Adolf Hitler, qui fut rendu temporairement aveugle par le gaz moutarde et fut soigné à Wervik. Cela explique en partie pourquoi Hitler a toujours refusé l'utilisation de gaz de combat sur les champs de bataille de la Seconde Guerre mondiale. L'autre raison est que la science des gaz avait encore progressé dans l'entre-deux-guerres et que les nouveaux composés étaient bien plus meurtriers que les précédents, la peur des représailles a donc empêché chacun des camps d'utiliser les armes chimiques durant cette guerre. Cependant, des gaz toxiques comme le monoxyde de carbone ou le Zyklon B furent utilisés contre les déportés pendant la Shoah,.
| Nation                             | Morts  | Blessés   |
| ---------------------------------- | ------ | --------- |
| Empire russe                       | 56 000 | 419 340   |
| Allemagne                          | 9 000  | 200 000   |
| France                             | 8 000  | 190 000   |
| Empire britannique (Canada inclus) | 8 109  | 188 706   |
| Autriche-Hongrie                   | 3 000  | 100 000   |
| États-Unis                         | 1 462  | 72 807    |
| Italie                             | 4 627  | 60 000    |
| Total                              | 88 498 | 1 240 853 |

## Contre-mesures
Aucun des belligérants de la Première Guerre mondiale n'était préparé à l'introduction des gaz de combat. Une fois que les armes chimiques furent utilisées, le développement des gaz et des masques à gaz fut rapide.
Même lors de la seconde bataille d'Ypres, l'Allemagne, encore incertaine de l'efficacité des gaz, ne fournit des masques à gaz qu'aux sapeurs manipulant les gaz. À Ypres, un officier médical canadien identifia rapidement le chlore et recommanda aux troupes d'uriner sur les vêtements placés sur la bouche et le nez. Le premier équipement officiel fourni était également primitif : un tampon, imprégné de produits chimiques, était placé sur le bas du visage et des lunettes étaient destinées à protéger les yeux des gaz lacrymogènes.

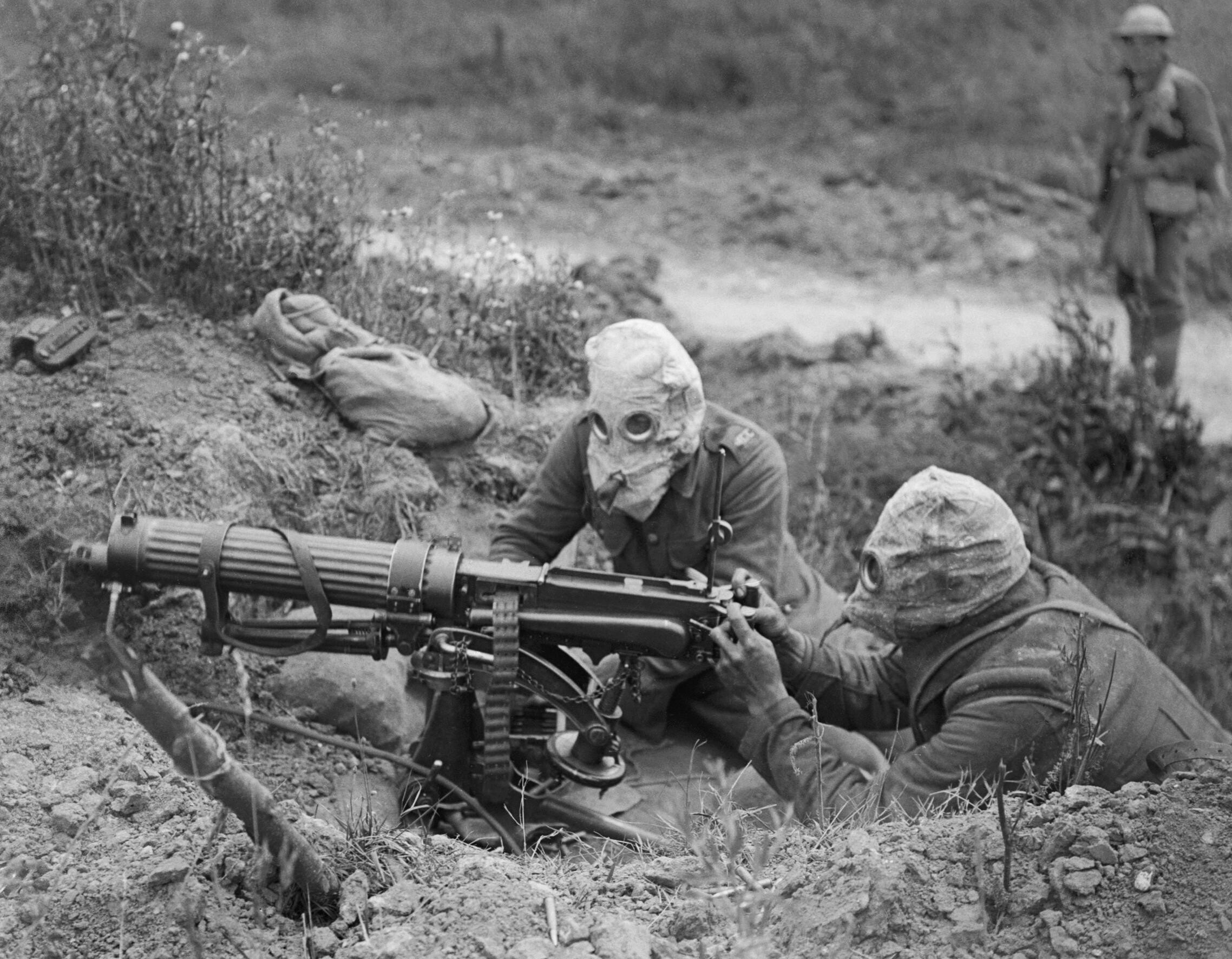
Mitrailleuse lourde Vickers britannique dont les artilleurs portent des masques à gaz.

L'avancée suivante fut l'introduction de masques à gaz. Le premier masque britannique était un simple sac placé sur la tête et l'air devait passer à travers le tissu imprégné de produits chimiques destinés à neutraliser les gaz. Le masque possédait une visière assez fragile et il arrivait que les agents chimiques coulent dans les yeux des soldats en cas de pluie. La visière avait également tendance à s'embuer. Lors du combat, le masque à gaz était roulé sur la tête, prêt à être déroulé pour protéger le soldat. Le tissu était imprégné de thiosulfate de sodium. L'évolution de ce masque fut le masque P qui était imprégné de phénol. Un embout dans la bouche fut ajouté pour éviter l'accumulation de gaz carbonique. L'adjudant du London Regiment (en) relate son expérience du masque à Loos :

« Les visières devinrent rapidement opaques et l'air arrivait en si faible quantités suffocantes que cela demandait un effort de volonté continu de la part du porteur. »

Une version améliorée du masque P était le masque PH introduit en janvier 1916 et imprégné de méthénamine pour renforcer l'efficacité contre le phosgène.

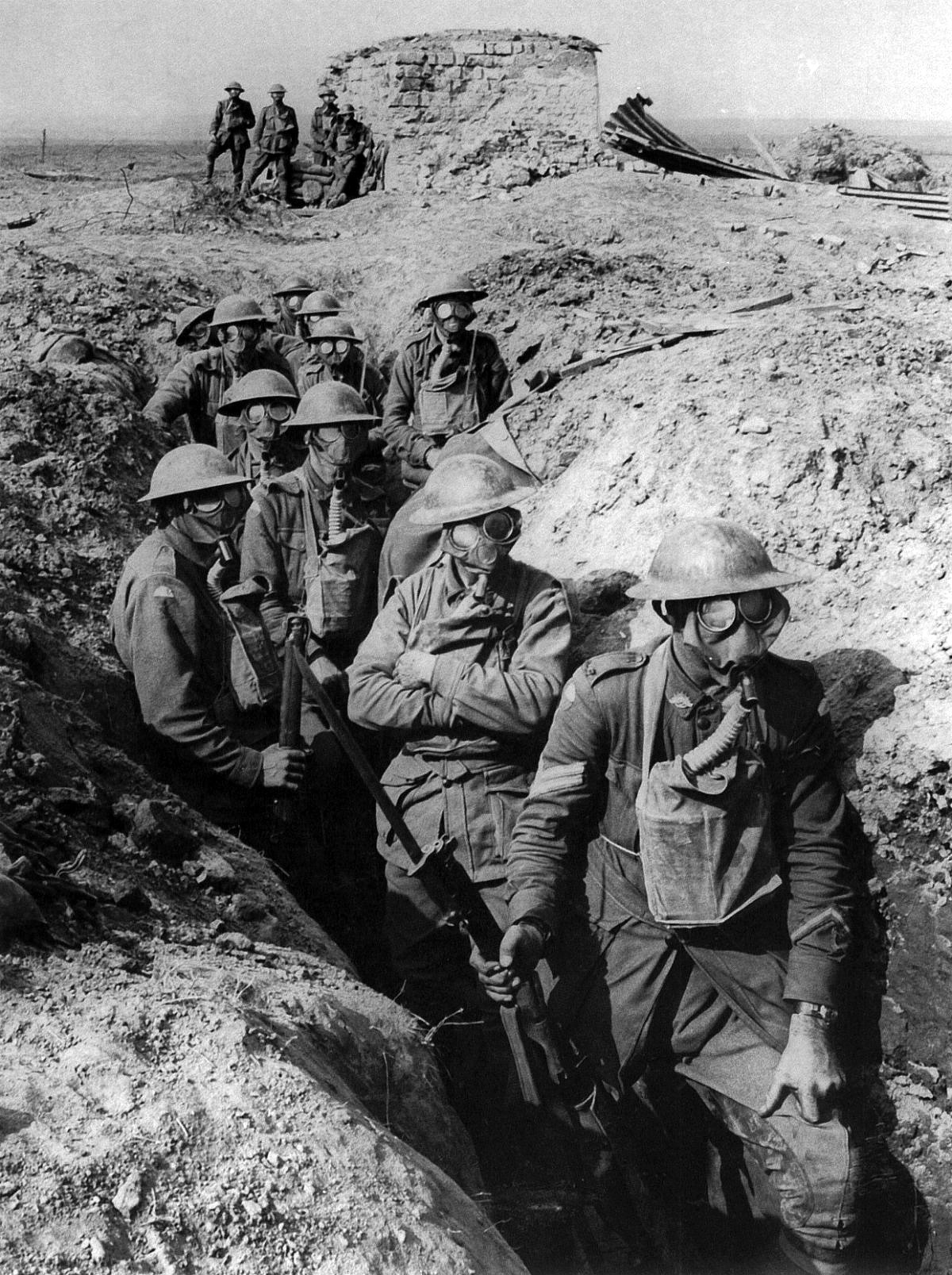
Infanterie australienne portant des respirateurs à petite boîte, Ypres, septembre 1917.

Les masques avec respirateur représentaient le summum du masque à gaz pendant la Première Guerre mondiale. Ils étaient constitués de deux parties : un masque relié par un tube à un filtre dans une boîte. Celle-ci contenait des granules de produits chimiques qui neutralisaient les gaz présents dans l'air avant de l'envoyer vers le masque. Séparer le filtre du masque permettait d'augmenter la taille du filtre donc son efficacité mais également son encombrement. La première version connue sous le nom de « tour d'Harrison » fut jugée bien trop encombrante et réservée aux artilleurs.
Le respirateur « à petite boîte » était composé d'une seule pièce : un masque en caoutchouc avec des oculaires. La boîte contenant le filtre était suffisamment petite pour être enroulée autour du cou. Ce masque conçu par les Britanniques fut déployé dans le Corps expéditionnaire américain. Les soldats le considéraient comme leur bien le plus précieux ; lorsque les Britanniques durent faire retraite à la suite de l'offensive allemande du printemps 1918, certaines troupes avaient abandonnés leurs fusils mais avaient conservé leurs masques.

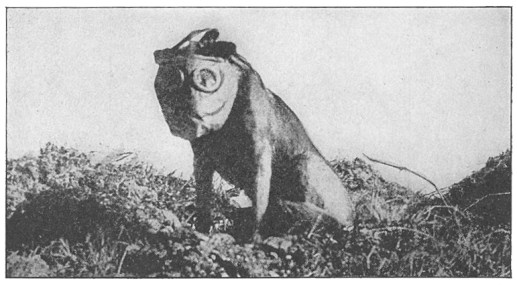
Chien de recherche de blessés muni d'un masque à gaz

Les humains n'était pas les seuls à nécessiter une protection ; les chevaux et les mules, qui étaient les principaux moyens de transport et les chiens utilisés comme messagers ou comme mascotte étaient parfois équipés de protections adaptées.
Pour le gaz moutarde qui pouvait causer de sévères lésions par simple contact avec la peau, aucune contre-mesure ne fut trouvée pendant la guerre. Les régiments écossais portant des kilts étaient particulièrement exposés. À Nieuport dans les Flandres, certains bataillons écossais portèrent des collants pour obtenir une forme de protection.
L'alerte aux gaz devint une routine pour les soldats de première ligne. Une cloche était souvent utilisée pour prévenir de l'arrivée du gaz.
Les autres tentatives de contre-mesures britanniques ne furent pas très efficaces. Une des propositions initiales était la fabrication de 100 000 ventilateurs pour disperser les gaz. La combustion de poussière de charbon ou de carbure de silicium fut testée. Il fut également proposé d'équiper les sentinelles de première ligne avec des scaphandres à casque.

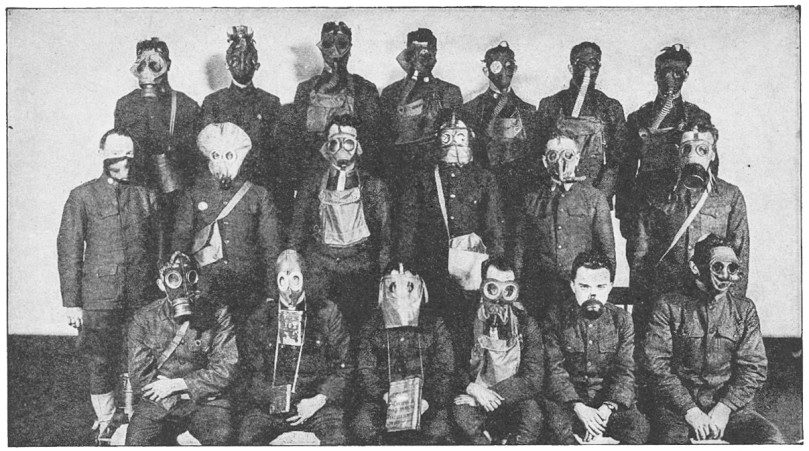
Différents masques à gaz utilisés sur le front de l'Ouest.

## Systèmes de diffusion des gaz
Le premier système de diffusion était la libération du gaz contenu dans des bonbonnes de gaz sous un vent favorable pour qu'il soit transporté au-dessus des tranchées adverses. Cette méthode était relativement simple et permettait, sous de bonnes conditions climatiques, de produire un nuage épais permettant de surmonter les défenses des masques à gaz. Cependant, il fallait un grand nombre de bonbonnes et des conditions atmosphériques favorables pour ne pas voir le gaz refluer dans ses propres tranchées. De plus le nuage était un avertissement de l'approche du gaz et laissait le temps à l'ennemi de se protéger.
Les bonbonnes de gaz étaient donc placées en première ligne pour libérer le gaz directement au-dessus du no man's land. Cela signifiait qu'elles devaient être transportées à la main à travers le réseau de tranchées souvent encombré et détrempé puis stockées dans un abri pour éviter qu'elles ne soient détruites par un bombardement.

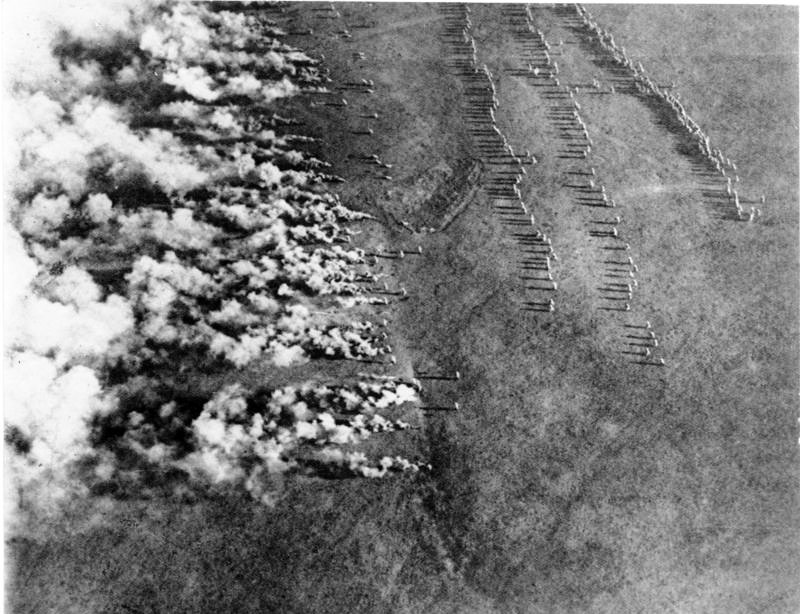
Attaque allemande sur le Front de l'Est

Une bonbonne de chlore britannique pesait 86 kg dont seulement 27 kg de chlore. Le phosgène introduit plus tard était contenu dans des bonbonnes de 23 kg.
Envoyer le gaz à l'aide d'obus d'artillerie aurait permis de résoudre la plupart des problèmes posés par les bonbonnes. Les obus à gaz étaient indépendants du vent et pouvaient être envoyés sans avertir l'adversaire en particulier dans le cas du phosgène, très peu odorant et incolore. Ils permettaient également d'atteindre des cibles beaucoup plus éloignées rendant tout le territoire à portée du canon vulnérable.

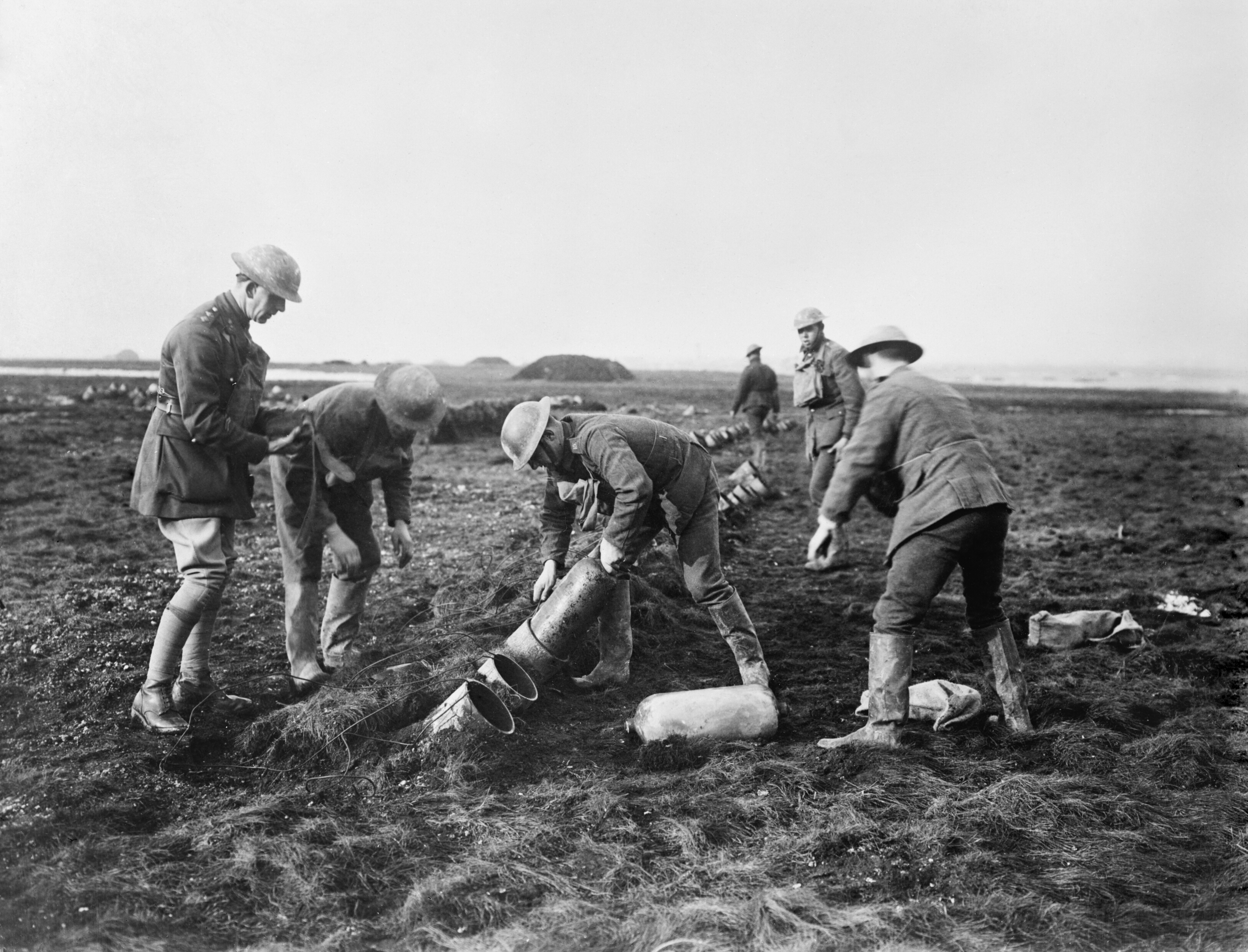
Chargement d'une batterie de mortier à gaz Livens.

Le principal défaut de cette technique était la difficulté d'atteindre une concentration mortelle. Chaque obus ne contenait qu'une quantité limitée de gaz et il fallait tirer de nombreux obus pour atteindre cette concentration. Le gaz moutarde, n'avait pas besoin de former un nuage concentré du fait de sa nature liquide. Il était donc parfait pour être utilisé par l'artillerie.
La solution pour atteindre une concentration létale était l'utilisation de mortiers à gaz. Il s'agissait d'un mortier de gros calibre tirant la bonbonne de gaz comme un missile. Le mortier Livens britannique (inventé par William Howard Livens en 1917) était très simple ; Un tube de 200 mm de diamètre était enterré dans le sol suivant un angle prédéfini, un propulseur était mis à feu par un signal électrique et projetait la bonbonne contenant 15 kg de gaz à près de 1 900 mètres. En faisant tirer un grand nombre de mortiers simultanément, une concentration mortelle pouvait être atteinte. Les premiers mortiers furent utilisés à Arras le 4 avril 1917. Le 31 mars 1918, les Britanniques conduisirent leur plus grand tir avec 3 728 bonbonnes à Lens.

## Munitions non explosées

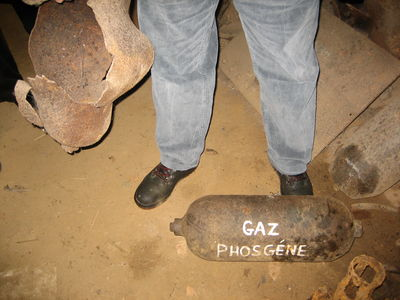
Bonbonne de phosgène découverte dans la Somme en 2006

À la fin de la guerre près de 40 000 km2 durent être bouclés à cause des munitions non explosées. Près de 20 % des obus n'explosaient pas à l'impact, ce qui signifie qu'approximativement 13 millions de munitions n'avaient pas explosé et restaient sur place. Cela a constitué un sérieux problème pour l'utilisation des anciens champs de bataille. Les obus continuent d'être découverts par les fermiers lors des labours ou lors des travaux publics.
Une autre difficulté provient de la sévérité de la législation environnementale. Dans le passé, l'une des méthodes courantes pour se débarrasser des munitions non explosées était de les jeter à la mer, ce qui est aujourd'hui interdit dans de nombreux pays.
Pour cette raison, les stocks non traités se sont accumulés. En 2001, il devint évident que le stockage de Vimy menaçait d'exploser ; les habitants furent donc évacués et les 55 tonnes du stock furent transférés au camp militaire de Suippes L'usine prévue pour démanteler ces munitions, appelée SECOIA, n'était toujours pas achevée en 2016.

## Gaz utilisés
| Nom                                   | Première utilisation | Type                                           | Utilisé par |
| ------------------------------------- | -------------------- | ---------------------------------------------- | ----------- |
| Bromure de xylyle                     | 1914                 | Lacrymogène, toxique                           | A et E      |
| Bertholite (chlore)                   | 1915                 | Corrosif, irritant pour les poumons            | A et E      |
| Phosgène                              | 1915                 | Corrosif, irritant pour les poumons, toxique   | A et E      |
| Bromure de benzyle                    | 1915                 | Lacrymogène                                    | E           |
| Chloroformate de chlorométhyle (en)   | 1915                 | Irritant pour les yeux, les poumons et la peau | A et E      |
| Diphosgène                            | 1916                 | Très irritant, provoque des brûlures           | A et E      |
| Chloropicrine                         | 1916                 | Irritant, lacrymogène, toxique                 | A et E      |
| Chlorure d'étain(IV)                  | 1916                 | Très irritant, provoque des brûlures           | A           |
| Iodoacétate d'éthyle (en)             | 1916                 | Lacrymogène, toxique                           | A           |
| Bromoacétone                          | 1916                 | Lacrymogène, irritant                          | A et E      |
| Bromométhyl éthyl cétone              | 1916                 | Lacrymogène, irritant                          | E           |
| Acroléine                             | 1916                 | Lacrymogène, toxique                           | A           |
| Cyanure d'hydrogène (acide prussique) | 1916                 | Toxique, provoque l'asphyxie                   | A           |
| Sulfure d'hydrogène                   | 1916                 | Irritant, toxique                              | A           |
| Adamsite                              | 1917                 | Irritant, lacrymogène                          | E           |
| Chlorure de benzyle                   | 1917                 | Irritant, lacrymogène                          | E           |
| Gaz moutarde                          | 1917                 | Vésicant, irritant pour les poumons            | A et E      |
| Bis(chlorométhyl)éther                | 1918                 | Irritant, peut brouiller la vision             | E           |
| Éthyl dichloroarsine                  | 1918                 | Vésicant                                       | E           |
| N-éthylcarbazole                      | 1918                 | Irritant                                       | E           |

## Effets sur la Seconde Guerre mondiale
Lors de la troisième convention de Genève signée en 1925, les nations signataires s'engageaient à ne plus utiliser d'armes chimiques dans les futurs conflits, « l'usage militaire de gaz asphyxiants ou toxiques, ou tous les liquides, matériaux ou mécanismes similaires, ont été justement condamnés par le monde civilisé. »
Néanmoins, des précautions furent prises lors de la Seconde Guerre mondiale. Dans les deux camps, on apprenait aux enfants à enfiler un masque anti gaz en cas d'attaque. L'Italie utilisa les gaz contre l'Éthiopie en 1935 et 1936 tout comme le Japon contre la Chine en 1941. L'Allemagne développa de nouveaux composés chimiques comme les gaz tabun, sarin et soman et employa le zyklon B dans les camps d'extermination. Ni l'Allemagne, ni les Alliés n'utilisèrent leurs armes chimiques, bien qu'ils disposaient de stocks très importants, sans doute par peur des représailles. Les États-Unis envisagèrent d'utiliser les gaz de combat dans leur projet d'invasion du Japon.

### Toxiques chimiques de guerre, produits entre 1915 et 1918, avec dénominations de l'époque[56]
- Claircite
- Vincennite
- Vitryte
- Collongite
- Cipalite
- Aquinite
- Papite
- Martonite
- Bretonite
- Cadenite
- Fraissite
- Sulvinite
- Cyclite
- Vaillantite
- Rationite
- Ypérite
- Camite
- Starnite
- Vitryte
- Arsine
- Chloropicrine

...

#### En français
- Yves Buffetaut, La Première attaque aux gaz : Ypres, 22 novembre 1915 : Bretons, coloniaux et Normands dans l'enfer des gaz, Louvier, Ysec, coll. « Un jour de la Grande guerre », 2003, 80 p. (ISBN 2-84673-020-2).Titre de couverture : Ypres, 22 avril 1915.
- Joseph Clément et Jean-Pierre Cotte (dir.), Carnets de guerre d'un officier d'infanterie territoriale, lieutenant Clément Joseph, au 76e RIT, 5 octobre 1914 au 20 novembre 1918 et La première attaque aux gaz du 22 avril 1915, Plessala, Association Bretagne 14-18, 2006, 99 p. (ISBN 2-913518-37-0).
- Gaz ! gaz ! gaz ! : la guerre chimique 1914-1918, Péronne, Historial de la Grande guerre, 2010, 111 p. (ISBN 978-2-9519762-6-9).Catalogue de l'exposition organisée par l'Historial de la Grande Guerre, du 29 juin au 14 novembre 2010.
- Gérard Lachaux et Patrice Delhomme, La Guerre des gaz : 1915-1918, Paris, Hégide, 1985, 157 p. (ISBN 2-904098-03-8).
- Grand Quartier Général-Inspection Générale de l'Artillerie, Bulletin de renseignement de l'artillerie : décembre 1918, vol. 12, Paris, Imprimerie nationale, 1918, 116 p., lire en ligne sur Gallica.
- Olivier Lepick (préf. Pierre Chaunu), La Grande Guerre chimique : 1914-1918, Paris, PUF, coll. « Histoires », 1998, 384 p. (ISBN 978-2-13-049540-6, présentation en ligne).
- Eugène Tassilly (préf. M. le Lt.-Cel. breveté Lauth), Les Gaz de combat : protection et agression : conférence avec projections, 11 novembre 1921, Paris, Association des officiers de complément de l'École d'instruction d'infanterie de l'École militaire, 1921, 42 p.
- Paul Voivenel et Paul Martin (préf. Paul Lafargue, postface Bernard Marc), La Guerre des gaz : 1915-1918, Paris, B. Giovanangeli, 2005, 2e éd. (1re éd. 2004), 230 p. (ISBN 2-909034-62-3).

#### En anglais
- (en) S. Bull (trad. de l'allemand), Trench warfare, Londres, PRC Publishing, 2003, 176 p. (ISBN 978-1-85648-657-6, OCLC 54425035, LCCN 2004268168)
- (en) F. D. Chattaway, « The Action of Chlorine upon Urea Whereby a Dichloro Urea is Produced », Proceedings of the Royal Society of London. Series A, Containing Papers of a Mathematical and Physical Character, vol. 81, no 549,‎ 1908, p. 381–388 (DOI 10.1098/rspa.1908.0094, lire en ligne, consulté le 19 décembre 2007)
- (en) James Edward Edmonds, Military Operations : France and Belgium, 1915, volume 1., Macmillan and co., limited, 1927
- (en) F. Fassihi, « In Iran, grim reminders of Saddam's arsenal », The New Jersey Star-Ledger,‎ 27 octobre 2002 (lire en ligne, consulté le 5 juin 2013)
- (en) L. F. Haber (trad. de l'allemand), The Poisonous Cloud : Chemical Warfare in the First World War, Oxford, Oxford University Press, 1986, 415 p. (ISBN 978-0-19-858142-0, LCCN 85010638)
- (en) R. Harris (trad. de l'allemand), A Higher Form of Killing : The Secret History of Chemical and Biological Warfare, New York, Random House Trade Paperbacks, 2002, 301 p., poche (ISBN 978-0-8129-6653-4, LCCN 2002017948) (first published 1982)
- (en) Albert Palazzo (trad. de l'allemand), Seeking Victory on the Western Front : The British Army & Chemical Warfare in World War 1, Lincoln, U of Nebraska press, 2000, 245 p. (ISBN 978-0-8032-8774-7, lire en ligne)
- (en) Winter, D. (trad. de l'allemand), Death's Men : Soldiers of the Great War, Londres, Penguin Books, 1978, 283 p. (ISBN 978-0-14-016822-8)
- (en) Charles Howard Foulkes, "Gas!" The Story of the Special Brigade, Published by Naval & Military P., 2001 (1re éd. First published Blackwood & Sons, 1934) (ISBN 978-1-84342-088-0)